# María del Refugio García
María Refugio García Martínez (Taretan, 2 d'abril de 1889 - 16 de juliol de 1973) va ser una professora, feminista, sufragista i activista mexicana en pro dels drets de les dones.

## Vida i obra
Filla de Camerino García i Elena Martínez, va néixer a l'Estat de Michoacán, Mèxic. Va ser pionera del moviment feminista mexicà; en aquest context, va pertànyer al grup de dones i intel·lectuals que van fundar varies organitzacions, entre elles el Consejo Nacional para las Mujeres (Consell Nacional per a les Dones) durant el mes d'octubre de 1919 amb Elena Torres Cuéllar, Evelyn T. Roy, Thoberg de Haberman, Juana Belem Gutiérrez de Mendoza i Estela Carrasco.
A més a més, va participar en la creació del Frente Único Pro-Derechos de la Mujer (Front Únic Pro-Drets de les Dones) l'11 d'octubre de 1935 —o va ocupar el càrrec de secretària general—. A través d'aquesta organització, va advocar pel dret al sufragi femení al seu país i per l'inclusió de les dones com a ciutadanes a la Constitució mexicana. A l'àmbit sindical, va formar part de la Secretaría de Acción Femenil de la Federación de Trabajadores al Servicio del Estado (Federació de Treballadors al Servei de l'Estat) o FSTSE, amb Gloria Barrera, Josefina Vicens, Estela Jiménez Esponda i Francisca Zárate.
Va ser candidada a diputada per Michoacán com a independent pel Partit Nacional Revolucionari —al costat de Soledad Orozco per Tabasco—, i va sortir elegida per un ampli marge, encara que no li van permetre arribar a tal càrrec perquè la Constitució hauria d'haver estat modificada. En resposta, García va iniciar una vaga de fam davant de la residència del president Lázaro Cárdenas del Río a Ciudad de México entre el 15 i el 26 d'agost de 1937, acció que va ser replicada per algunes participants del Frente. La resposta de Cárdenas va ser el compromís de canviar l'article 34 de la Constitució; d'aquesta manera, el desembre de 1937, l'esmena va ser aprovada pel Congrés, i les dones mexicanes van obtenir la plena ciutadania.